# Rachid Ziar
Rachid Ziar (en arabe : رشيد زيار) né le 15 novembre 1973 en Algérie est un athlète algérien, spécialiste du marathon.

## Biographie
Il a terminé 24e aux Championnats du monde de semi-marathon 1999, 19e aux Championnats du monde de semi-marathon 2001 et 18e aux championnats du monde de 2003. Il a également concouru aux Jeux olympiques d'été de 2004, mais n'a pas terminé la course.
Ses meilleurs temps personnels ont été de 1:01.30 heures au semi-marathon, réalisé en septembre 1999 à Uijeongbu et 2:09.54 heures au marathon, réalisé en avril 2002 au marathon de Paris.

## Palmarès
| Date | Compétition                            | Lieu        | Résultat | Épreuve       | Temps   |
| ---- | -------------------------------------- | ----------- | -------- | ------------- | ------- |
| 1999 | Championnats du monde de semi-marathon | Palerme     | 24e      | semi-marathon | 1:03.32 |
| 2001 | Marathon de Lyon                       | Lyon        | 1er      | marathon      | 2:11.50 |
| 2001 | Semi-marathon de Lille                 | Rijsel      | 3e       | semi-marathon | 1:02.22 |
| 2001 | Championnats du monde de semi-marathon | Bristol     | 19e      | semi-marathon | 1:02.32 |
| 2002 | Semi-marathon de Paris                 | Paris       | 5e       | semi-marathon | 1:02.01 |
| 2002 | Marathon de Paris                      | Paris       | 5e       | marathon      | 2:09.54 |
| 2003 | Semi-marathon de Lisbonne              | Lisbonne    | 8e       | semi-marathon | 1:01.35 |
| 2003 | Championnats du monde d'athlétisme     | Saint-Denis | 18e      | marathon      | 2:11.58 |
| 2004 | Jeux olympiques                        | Athènes     | DNF      | marathon      | -       |

### Records personnels
- semi marathon - 1:01.30 (4 septembre 1999)
- marathon - 2:09.54 (7 avril 2002)